# Чемпіонат світу з шосейно-кільцевих мотоперегонів 1951
Чемпіонат світу з шосейно-кільцевих мотоперегонів сезону 1951 року — 3-ій сезон змагань з шосейно-кільцевих мотоперегонів серії MotoGP, що проводився під егідою Міжнародної мотоциклетної федерації (FIM). На відміну від попереднього сезону, кількість Гран-Прі була збільшена до 8 (за рахунок додавання Гран-Прі Іспанії та Франції), в яких проходили змагання у 5 класах: 500cc, 350cc, 250cc, 125cc та 500cc на мотоциклах з колясками (в попередньому сезоні — 500cc). Почався 8 квітня з Гран-Прі Іспанії, завершився 9 вересня гонкою Гран-Прі Націй.
| Номінація | 500cc           | 500cc    | 350cc      | 350cc     | 250cc           | 250cc      | 125cc            | 125cc     | 500cc з колясками     | 500cc з колясками |
| Номінація | Гонщик          | Виробник | Гонщик     | Виробник  | Гонщик          | Виробник   | Гонщик           | Виробник  | Гонщик                | Виробник          |
| --------- | --------------- | -------- | ---------- | --------- | --------------- | ---------- | ---------------- | --------- | --------------------- | ----------------- |
| І місце   | Джеф Дюк        | Norton   | Джеф Дюк   | Norton    | Бруно Руффо     | Moto Guzzi | Карло Уббіалі    | Mondial   | Е.Олівер/Л.Добеллі    | Norton            |
| ІІ місце  | Альфредо Мілані | Gilera   | Білл Доран | Velocette | Томмі Вуд       | Benelli    | Дж.Леоні         | Morini    | Е.Фріджеріо/Е.Рікотті | Gilera            |
| ІІІ місце | Умберто Мазетті | AJS      | Дж.Локкет  | AJS       | Даріо Амброзіні | Velocette  | Кромі МакКандлес | MV Agusta | А.Мілані/Дж.Піццокрі  | Triumph           |

## Етапи Гран-Прі
Чемпіонат складався із 8 етапів, усі відбувались у Європі. До гонок попереднього сезону були додані Гран-Прі Іспанії та Франції. Гран-Прі Швейцарії повернулося з Женеви на трасу Бремгартен.
| Раунд | Дата      | Гран-Прі              | Автомотодром                     | Переможці         | Переможці         | Переможці  | Переможці       | Переможці         | Звіт |
| Раунд | Дата      | Гран-Прі              | Автомотодром                     | 125cc             | 250cc             | 350cc      | 500cc           | 500cc з колясками | Звіт |
| ----- | --------- | --------------------- | -------------------------------- | ----------------- | ----------------- | ---------- | --------------- | ----------------- | ---- |
| 1     | 8 квітня  | Гран-Прі Іспанії      | Монжуїк, Монжуїк                 | Гвідо Леоні       |                   | Томмі Вуд  | Умберто Мазетті | Олівер/Добеллі    | Звіт |
| 2     | 27 травня | Гран-Прі Швейцарії    | Бремгартен, Берн                 |                   | Даріо Амброзіні   | Леслі Грем | Фергус Андерсон | Фріджеріо/Рікотті | Звіт |
| 3     | 8 червня  | Isle of Man TT1       | Snaefell Mountain Course, Дуглас | Кромі МакКандлес  | Томмі Вуд         | Джеф Дюк   | Джеф Дюк        |                   | Звіт |
| 4     | 1 липня   | Гран-Прі Бельгії      | Спа-Франкоршам, Спа              |                   |                   | Джеф Дюк   | Джеф Дюк        | Олівер/Добеллі    | Звіт |
| 5     | 7 липня   | Гран-Прі Нідерландів2 | Ассен, Ассен                     | Джанні Леоні      |                   | Біл Доран  | Джеф Дюк        |                   | Звіт |
| 6     | 14 липня  | Гран-Прі Франції2     | Альбі, Ле-Секестр                |                   | Бруно Руффо       | Джеф Дюк   | Альфредо Мілані | Олівер/Добеллі    | Звіт |
| 7     | 18 серпня | Гран-Прі Ольстеру2    | Кладі, Антрім                    | Кромі МакКандлес3 | Бруно Руффо       | Джеф Дюк   | Джеф Дюк        |                   | Звіт |
| 8     | 9 вересня | Гран-Прі Націй        | Монца, Монца                     | Карло Уббіалі     | Енріко Лоренцетті | Джеф Дюк   | Альфредо Мілані | Мілані/Піццокрі   | Звіт |

Примітки:
1. ↑  — гонка відбувалася в п'ятницю;
2. ↑  — гонка проходила в суботу;
3. ↑  — гонку закінчили лише 4 гонщики, тому її результати в загальний залік чемпіонату світу не зараховувались.

## Нарахування очок
Система нарахування очок в порівнянні з попереднім сезоном залишилась незмінною: очки нараховувались першим 6 гонщикам. У класах 250cc, 125cc та 500cc з коляскою в загальний залік гонщика враховувались результати найкращих трьох гонок, тоді як у класах 350cc та 500cc зараховувались результати найкращих 5 гонок спортсмена.
| Місце | 1 | 2 | 3 | 4 | 5 | 6 | ≥7 |
| Очки  | 8 | 6 | 4 | 3 | 2 | 1 | 0  |

## 500cc

### Залік гонщиків

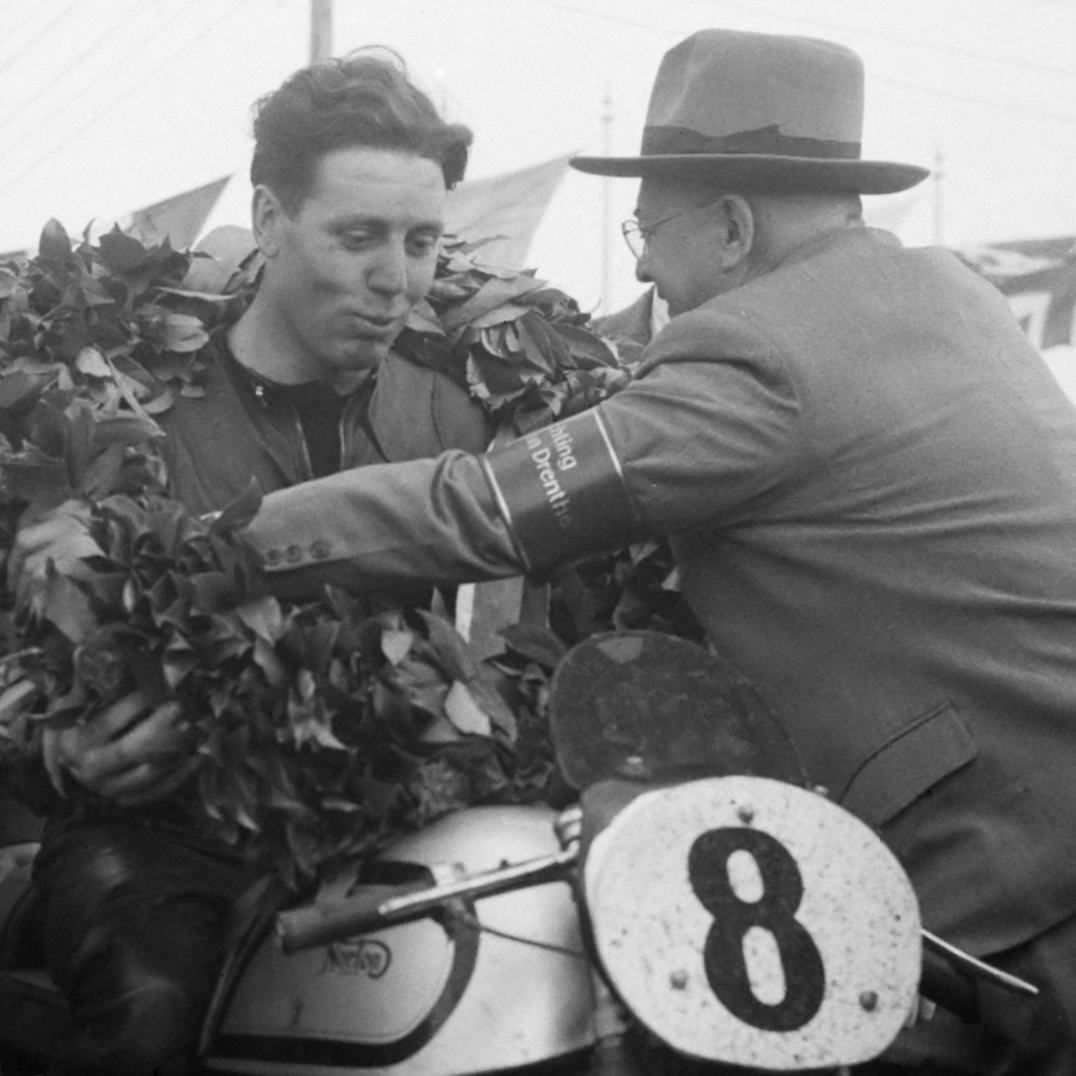
Джеф Дюк — переможець гонки класу 500cc Гран-Прі Нідерландів-1951

| М  | Гонщик               | Мотоцикл          | ІСП | ШВЦ | МЕН | БЕЛ | НІД | ФРА | УЛЬ | НАЦ | Очки |
| -- | -------------------- | ----------------- | --- | --- | --- | --- | --- | --- | --- | --- | ---- |
| 1  | Джеф Дюк             | Norton            |     | Нф  | 1   | 1   | 1   | 5   | 1   | 4   | 35   |
| 2  | Альфредо Мілані      | Gilera            | Нф  | Нф  |     | 2   | 2   | 1   | 4   | 1   | 31   |
| 3  | Умберто Мазетті      | Gilera            | 1   |     |     | 9   | Нф  | 4   | 3   | 2   | 21   |
| 4  | Білл Доран           | AJS               |     |     | 2   | Нф  | Нф  | 2   | 6   | 6   | 14   |
| 5  | Нелло Пагані         | Gilera            | Нф  | Нф  |     | 5   | 10  | 3   | 8   | 3   | 10   |
| 6  | Рег Армстронг        | AJS               |     | 2   | Нф  | 4   |     | Нф  | Нф  |     | 9    |
| 7  | Фергус Андерсон      | Moto Guzzi        | Нф  | 1   |     | Нф  | Нф  | 7   |     |     | 8    |
| 8  | Енріко Лоренцетті    | Norton/Moto Guzzi | Нф  | 3   |     | 8   | 3   | 9   |     | Нф  | 8    |
| 9  | Томмі Вуд            | Norton            | 2   | 11  | 14  |     |     | 16  |     |     | 6    |
| 10 | Кен Кавано           | Norton            |     |     | Нф  |     |     |     | 2   | Нф  | 6    |
| 11 | Джонні Локкет        | Norton            |     |     | Нф  | 6   | 4   | 10  | 5   | 11  | 6    |
| 12 | Карло Бандірола      | MV Agusta         | 5   | 4   |     | Нф  | Нф  |     |     | 9   | 5    |
| 13 | Санте Джеміньяні (†) | Moto Guzzi        | Нф  | Нф  |     | 3   | Нф  | 13  |     |     | 4    |
| 14 | Аркізо Артезіані     | MV Agusta         | 3   | Нф  |     |     | Нф  |     |     | Нф  | 4    |
|    | Кромі МакКандлесс    | Norton            |     |     | 3   |     |     |     |     |     | 4    |
| 16 | Томмі МакЕванс       | Norton            |     |     | 4   |     |     |     |     |     | 3    |
|    | Роджер Монтане       | Norton            | 4   |     |     |     |     |     |     |     | 3    |
| 18 | Джек Бретт           | Norton            |     |     |     | 7   | 5   | 6   | Нф  | 8   | 3    |
| 19 | Бруно Руффо          | Moto Guzzi        |     |     |     |     | Нф  |     |     | 5   | 2    |
| 20 | Манліф Баррінгтон    | Norton            |     |     | 5   |     |     |     |     |     | 2    |
|    | Бенуа Муші           | Moto Guzzi        |     | 5   |     |     |     |     |     |     | 2    |
| 22 | Лен Перрі            | Norton            |     |     | 9   | 12  | 6   | Нф  |     |     | 1    |
| 23 | Віллі Ліпс           | Norton            |     | 6   |     |     |     |     |     |     | 1    |
|    | Ешлі Лен Паррі       | Norton            |     |     | 6   |     |     |     |     |     | 1    |
|    | Ернесто Відаль       | Gilera            | 6   |     |     |     |     |     |     |     | 1    |
| М  | Гонщик               | Мотоцикл          | ІСП | ШВЦ | МЕН | БЕЛ | НІД | ФРА | УЛЬ | НАЦ | Очки |

| Колір      | Результат                           |
| ---------- | ----------------------------------- |
| Золотий    | Переможець                          |
| Срібний    | 2-е місце                           |
| Бронзовий  | 3-є місце                           |
| Зелений    | Фініш в очковій зоні                |
| Синій      | Фініш без очок                      |
| Синій      | Не класифікувався (Нк)              |
| Пурпуровий | Не фінішував (Нф)                   |
| Червоний   | Не кваліфікувався (Нкв)             |
| Червоний   | Попередньо не кваліфікувався (Пнкв) |
| Чорний     | Дискваліфікований (Дскв)            |
| Білий      | Не стартував (Нс)                   |
| Білий      | Знятий (Зн)                         |
| Білий      | Гонка скасована (X)                 |
| Білий      | Не брав участі                      |
| Білий      | Виключений (EX)                     |

Примітка:

(†) — гонщик загинув;

Потовщеним шрифтом виділені результати гонщика, який стартував з поулу;

Курсивним шрифтом позначені результати гонщиків, які показали найшвидше коло.

### Залік виробників
У залік виробників враховувався результат одного найкращого гонщика виробника.
| М | Конструктор | ІСП | ШВЦ | МЕН | БЕЛ | НІД | ФРА | УЛЬ | НАЦ | Очки    |
| - | ----------- | --- | --- | --- | --- | --- | --- | --- | --- | ------- |
| 1 | Norton      | 2   | 3   | 1   | 1   | 1   | 5   | 1   | 8   | 38 (44) |
| 2 | Gilera      | 1   | Нф  | –   | 2   | 2   | 1   | 3   | 1   | 36 (40) |
| 3 | AJS         | –   | 2   | 2   | 4   | Нф  | 2   | 6   | 6   | 21 (23) |
| 4 | Moto Guzzi  | Нф  | 1   | –   | 3   | 3   | 7   | –   | 5   | 18      |
| 5 | MV Agusta   | 3   | 4   | –   | Нф  | Нф  | –   | –   | 9   | 7       |